# Raibosammina
Raibosammina es un género de foraminífero bentónico de la subfamilia Stegnammininae, de la familia Stegnamminidae, de la superfamilia Saccamminoidea, del suborden Saccamminina y del orden Astrorhizida. Su especie tipo es Raibosammina mica. Su rango cronoestratigráfico abarca el Ordovícico medio.

## Discusión
Clasificaciones previas incluían Raibosammina en la Familia Psammosphaeridae, de la Superfamilia Astrorhizoidea, así como en el Suborden Textulariina y/o Orden Textulariida,.

## Clasificación
Raibosammina incluye a las siguientes especies:
- Raibosammina aspera †
- Raibosammina irregularis †
- Raibosammina mica †